# ディーン・ブラウン (バスケットボール)
ディーン・ブラウン（Dean Browne、1980年2月10日 - ）は、バルバドスのプロバスケットボール選手である。ポジションはセンター。

## 来歴
ネバダ大学リノ校卒業。2004年から3年間はバルバドス代表にも選ばれている。
ABAのサクラメント・ヒートウェーブでプレー後、2007年にJBL2に参入した栃木ブレックスに入団。
2008年1月に契約解除となり、東京アパッチへ移籍。同年、契約解除となり、東京アパッチ退団。